# Eliteserien 2019-2020 (calcio a 5)
La Eliteserien 2018-2019 è stata la 12ª edizione del campionato ufficiale norvegese di calcio a 5. La vittoria finale è andata all'Utleira, che ha chiuso l'annata davanti all'Hulløy ed al Sjarmtrollan. Il Ranheim e l'OSI sono invece retrocesse.

## Classifica
|  | Pos. | Squadra      | Pt | G  | V  | N | P  | GF  | GS  | DR  |
|  | ---- | ------------ | -- | -- | -- | - | -- | --- | --- | --- |
|  | 1.   | Utleira      | 52 | 18 | 17 | 1 | 0  | 116 | 35  | +81 |
|  | 2.   | Hulløy       | 41 | 18 | 13 | 2 | 3  | 90  | 38  | +52 |
|  | 3.   | Sjarmtrollan | 41 | 18 | 13 | 2 | 3  | 92  | 43  | +39 |
|  | 4.   | Vesterålen   | 39 | 18 | 13 | 0 | 5  | 101 | 50  | +51 |
|  | 5.   | KFUM Oslo    | 24 | 18 | 7  | 3 | 8  | 63  | 71  | -8  |
|  | 6.   | Freidig      | 18 | 18 | 6  | 1 | 11 | 46  | 75  | -29 |
|  | 7.   | Fredrikshald | 16 | 18 | 5  | 1 | 12 | 67  | 116 | -49 |
|  | 8.   | Sandefjord   | 15 | 18 | 4  | 3 | 11 | 53  | 73  | -20 |
|  | 9.   | Ranheim      | 8  | 18 | 3  | 0 | 15 | 55  | 111 | -56 |
|  | 10.  | OSI          | 6  | 18 | 1  | 3 | 14 | 54  | 125 | -71 |